# فترة أزوتشي-موموياما
فترة أزوتشي موموياما (باليابانية: 安土桃山時代) دامت عدة سنوات 1573 - 1603. تعتبر مرحلة انتقالية بين فترتي حكم شوغونات كل من «أشيكاغا» (足利) ثم الـ«توكوغاوا» (徳川). أهم ما ميزها هو استعادت البلاد لوحدتها السياسية. سميت هذه الفترة باسم القصرين الذين احتضنا بلاطي الحاكمين الأولين (أزوشي ثم موموياما).

## بداية الوحدة
عرفت هذه الفترة بداية الوحدة السياسية لبلاد اليابان، تمت العملية على ثلاث مراحل. قاد اليابان في كل مرحلة زعيم متفرد في شخصيته. أول هذه الشخصيات الفريدة كان «أودا نوبوناغا»، استطاع بفضل ذكائه وبعد نظره أن يحقق ما عجز قادة كبار آخرين عن تحقيقه. كان «أودا نوبوناغا» (織田 信長) حاكما أو «دائي-ميو» (大名) على منطقتي «أو-واريا» و«ناغويا»، استطاع أن يطرد آخر الشوغونات من عائلة «أشيكاغا» بعدما استولى على عاصمتهم. اتخذ لنفسه مقرا جديدا في «أزوشي»، ثم بدأ من هناك محاولته للسيطرة على البلاد وتوحيدها. استولى على أكثر من نصف السهول الواقعة شرقي البلاد، منهيا بذلك سيطرة رجال الدين (الكهنوتيين) وأصحاب المعابد على تلك المناطق.

## على خطى سيده
بعد خيانة أحد أتباعه، أجبر «أودا نوبوناغا» (織田 信長) على الانتحار. تولى الأمر من بعده «تويوتومي هيده-يوشي» (豊臣秀吉)، والذي كان قائدا على الجيوش أثناء عهد سيده. اتخذ من «أوساكا» مقرا له، كما استطاع أن يقنع البلاط الإمبراطوري بأن يوليه مسؤوليات كبيرة - عدا منصب الـ«شوغون»، والذي كان حكرا على أبناء «ميناموتو». قام «تويوتومي» ومنذ 1586 م بإصلاحات سياسية واقتصادية، كان هدفها زيادة نفوذه وسلطته على البلاد. سنة 1595 م وبمساعدة أحد حلفائه الجدد «توكوغاوا إيئه-ياسو» (徳川 家康)، استطاع أن يوحد كامل بلاد اليابان، بما في ذلك «شيكوكو»، «كيوشو» ومناطق السهول في الشمال الشرقي. عرف «تويوتومي» أثناء هذه الفترة أزمات صحية، كما تدهورت حالته العقلية. منذ 1592 م قام بمحاولة لغزو «كوريا». فشلت المحاولة الأولى، ثم أتبعها بأخرى سنة 1597 م. توفي «تويوتومي» سنة 1598 م أثناء محاولته الثانية لغزو «كوريا». كان ابنه الوحيد لما يبلغ بعد الخامسة.

## العهد الجديد
بمجرد وفاة «تويوتومي»، قام الحلفاء (من حكام المقاطعات وغيرهم) بخلع أنفسهم من عهد البيعة والولاء تجاه ابنه الصبي، ثم بدؤوا بالتنازع فيما بينهم على الخلافة. استطاع «توكوغاوا إيئه-ياسو» (徳川 家康) أن يحسم الصراع، عندما سحق المتنازعين في معركة «سه-كيغاهارا» (関ヶ原の戦い) سنة 1600 م. في عملية فريدة تعكس طموحه الشخصي، قام «إيئه-ياسو» باختلاق نسب وهمي يرجع به إلى «ميناموتو نو يوريتومو» (源頼朝). بفضل هذه الخطة استطاع أن يقنع البلاط الإمبراطوري بأن يمنحه لقب الـ«شوغون» سنة 1603 م. تأسست بذلك سلالة جديدة من الـ«شوغونات» عرفت باسم «توكوغاوا»، سادت البلاد أثناء حكم الأسرة فترة من الاستقرار السياسي دامت حتى منتصف القرن الـ19 م. عرفت الفترة باسم «فترة إيدو» (江戸時代).

## وصلات خارجية
- «تاريخ اليابان»